# 长子大青椒
长子大青椒，是指中华人民共和国山西省长治市长子县的一款土特产青椒，是中国地理标志产品。

## 特点
长子大青椒个大肉厚、色泽鲜艳、清脆味美、耐藏易运。1998年，长子县被中国特产之乡委员会命名为“中国青椒之乡”。2008年8月22日，长子大青椒与芮城花椒、红山荞麦、孝义核桃通过中华人民共和国农业部审查，成为中国地理标志产品。